# Saint-Cloud Paris Stade Français 2016-2017
Questa voce raccoglie le informazioni riguardanti il Saint-Cloud Paris Stade Français nelle competizioni ufficiali della stagione 2016-2017.

## Organigramma societario
Area direttiva
- Presidente: Zélie Amard

Area tecnica
- Allenatore: Stijn Morand

## Rosa
| N° | Nome              | Ruolo | Data di nascita  | Nazionalità sportiva |
| -- | ----------------- | ----- | ---------------- | -------------------- |
| 1  | Katarina Budrak   | S     | 5 febbraio 1998  | Montenegro           |
| 2  | Celia Diemkoudre  | S/O   | 30 giugno 1992   | Paesi Bassi          |
| 3  | Lisa Menet-Haure  | L     | 16 maggio 1994   | Francia              |
| 4  | Marta Biedziak    | P     | 17 aprile 1993   | Polonia              |
| 5  | Silvia Lotti      | S     | 17 giugno 1992   | Italia               |
| 6  | Odette Ndoye      | S     | 25 agosto 1992   | Francia              |
| 7  | Aziliz Divoux     | P     | 3 gennaio 1995   | Belgio               |
| 8  | Maud Catry        | C     | 4 settembre 1990 | Belgio               |
| 11 | Julieta Lazcano   | C     | 25 luglio 1989   | Argentina            |
| 12 | Silvana Dascalu   | C     | 14 maggio 1994   | Francia              |
| 14 | Alessia Fiesoli   | S     | 25 maggio 1994   | Italia               |
| 17 | Alexandra Dascalu | S/O   | 17 aprile 1991   | Francia              |